# Salesse (Jaur)
Die Salesse ist ein kleiner Fluss im Süden von Frankreich, der im Département Hérault der Region Okzitanien nordöstlich der Stadt Carcassonne verläuft.

## Geographie

### Verlauf
Die Salesse entspringt im nordwestlichen Gemeindegebiet von Courniou, knapp an der Grenze zur Nachbargemeinde Le Soulié, verläuft zunächst in südlicher Richtung, schwenkt dann auf Ost bis Nordost, passiert dabei den Regionalen Naturpark Haut-Languedoc und mündet schließlich nach insgesamt rund 15 Kilometern im Gemeindegebiet von Saint-Pons-de-Thomières als rechter Nebenfluss in den Jaur.

### Orte am Fluss
(Reihenfolge in Fließrichtung)
- Sabo, Gemeinde Courniou
- Saint-Roger, Gemeinde Courniou
- Courniou
- Ponderach, Gemeinde Saint-Pons-de-Thomières